# Щупановский, Ранид Фёдорович
Ранид Фёдорович Щупановский (5 января 1931 года — 8 августа 2010 года, Белгород) — советский латвийский хозяйственный и государственный деятель. Директор Лиепайского машиностроительного завода, генеральный директор рижского производственного объединения «Радиотехника». Депутат Верховного Совета Латвийской ССР 10 — 11-го созывов.
Окончил Ленинградский институт инженеров железнодорожного транспорта. С 1958 года трудился помощником машиниста, инженером по ремонту электропоездов депо станции Засулаукс.
В последующие годы: старший инженер, начальник специального бюро, главный инженер, директор Лиепайского машиностроительного завода (1959—1973). В 1962 году вступил в КПСС.
С 1973 года — генеральный директор рижского производственного объединения «Радиотехника».
Избирался членом ЦК КП Латвии, депутатом Верховного Совета Латвийской ССР 10 — 11 созывов.
В годы Перестройки переехал к своим родственникам в Белгород. Скончался в августе 2010 года.